# Ludvonga I de Suazilandia
Ludvonga I de Suazilandia. Hijo de Mavuso I. Fue rey de Suazilandia, ocupando el lugar de su hermano Maguludela que no llegó a ser coronado por estar incapacitado de su mano derecha. Fue rey entre 1685 y 1715 y regente hasta 1720.
| Predecesor: Magudulela de Suazilandia (imposibilitado para el trono) | Rey de Suazilandia 1685-1715 | Sucesor: Dlamini III |

- Datos: Q9024830